# Công trường Quách Thị Trang
Công trường Quách Thị Trang từng là một bùng binh ở Quận 1, Thành phố Hồ Chí Minh, Việt Nam, ngay mặt tiền chợ Bến Thành nổi tiếng. Chính giữa bùng binh là nơi từng đặt hai bức tượng Quách Thị Trang và Trần Nguyên Hãn.
Đầu năm 2017, bùng binh này bị phá dỡ để thi công nhà ga ngầm Bến Thành thuộc tuyến đường sắt đô thị Bến Thành – Suối Tiên. Đến đầu năm 2023, mặt bằng khu vực này được Ban Quản lý Đường sắt đô thị Thành phố Hồ Chí Minh khôi phục và hoàn trả, tuy nhiên thành phố lại tổ chức giao thông thành một ngã tư chứ không tái lập bùng binh như trước.

## Thiết kế

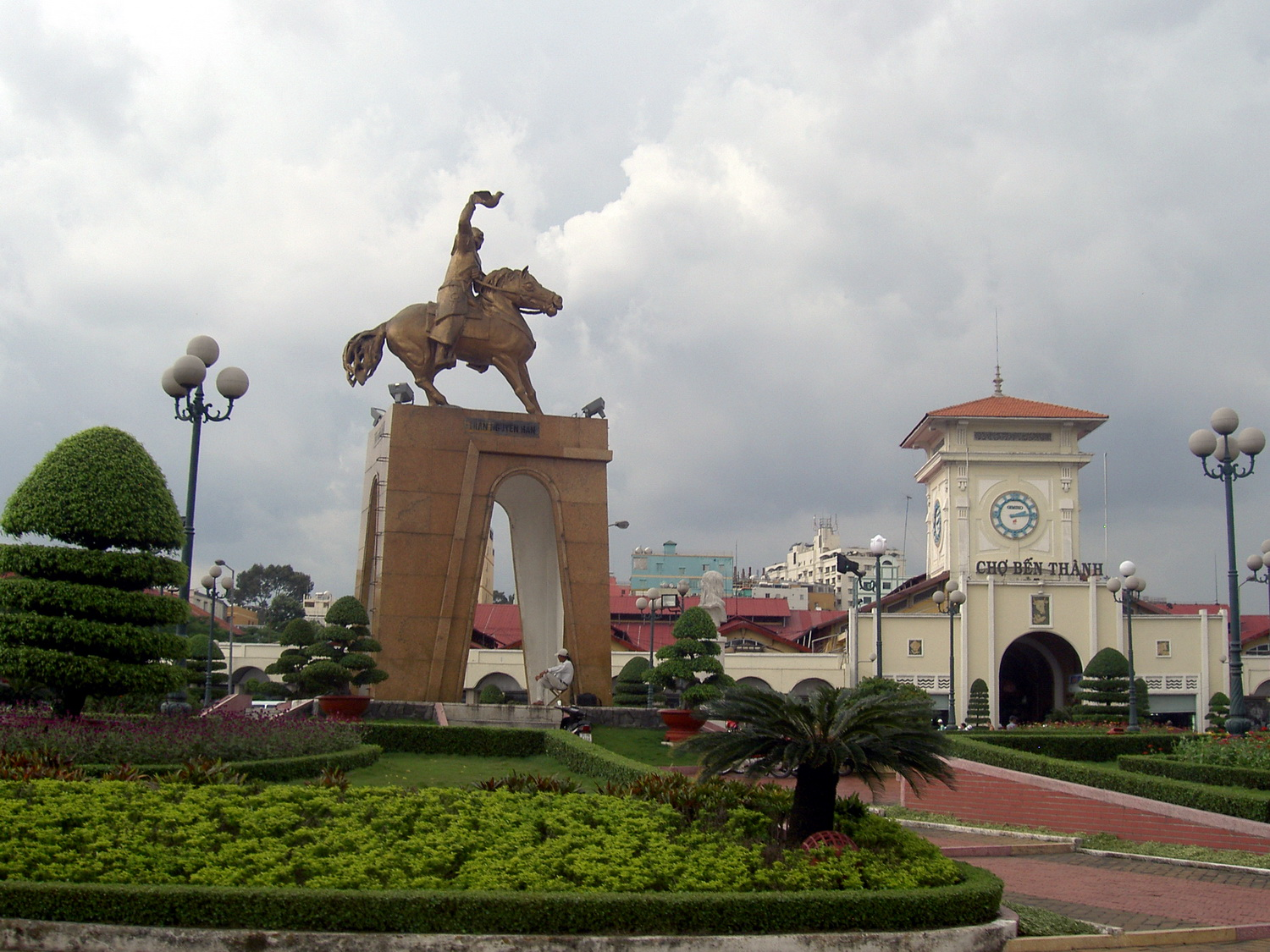
Công trường Quách Thị Trang và chợ Bến Thành vào năm 2006

Công trường Quách Thị Trang trước năm 2017 là một nút giao thông cùng mức dạng vòng xoay, là nơi giao nhau của nhiều con đường như Lê Lai, Lê Lợi, Huỳnh Thúc Kháng, Hàm Nghi và Trần Hưng Đạo. Công trường nằm ngay phía trước chợ Bến Thành, sát công viên 23 tháng 9 và trạm xe buýt trung tâm thành phố (cũ). Ở giữa công trường là một đảo giao thông trồng cây cảnh trang trí, là nơi đặt tượng nữ sinh Quách Thị Trang và nhà quân sự Trần Nguyên Hãn thời Lê sơ. Khoảng thập niên 1970, nhà cầm quyền còn cho xây một cầu vượt bộ hành nối giữa chợ và đảo giao thông nhưng phải dỡ bỏ dưới áp lực chỉ trích về mặt thẩm mỹ.

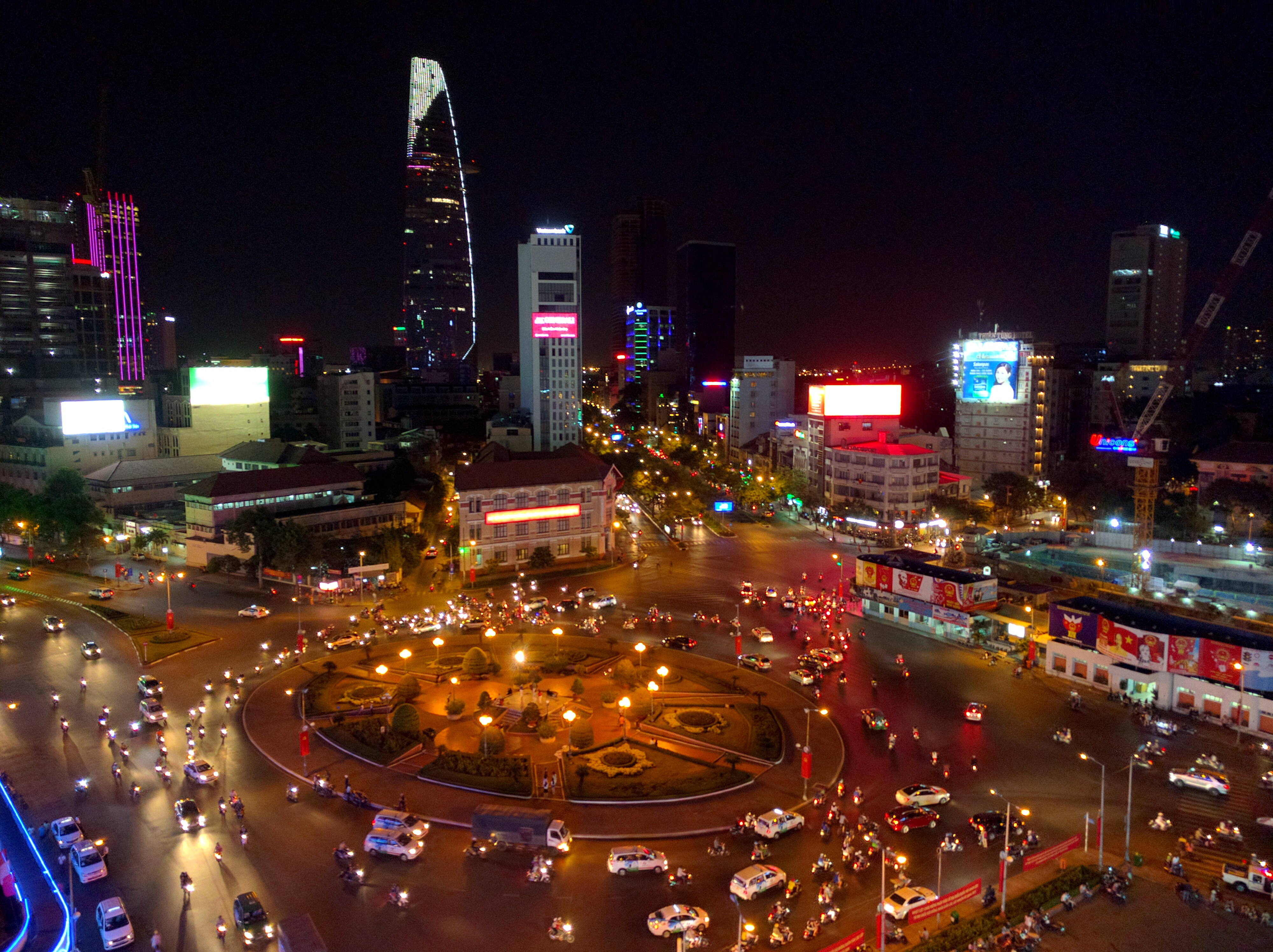
Toàn cảnh công trường Quách Thị Trang về đêm vào năm 2016. Lúc này hai tượng Trần Nguyên Hãn và Quách Thị Trang đều đã di dời

Đầu năm 2017, để tạo mặt bằng cho việc thi công nhà ga ngầm của Tuyến đường sắt đô thị số 1: Bến Thành - Suối Tiên, người ta cho quây rào hầu hết diện tích công trường và phá bỏ đảo giao thông, cho dời tượng Quách Thị Trang về công viên Bách Tùng Diệp ở Quận 1 và dời tượng Trần Nguyên Hãn về công viên Phú Lâm ở Quận 6. Theo kế hoạch, nhà ga đường sắt đô thị Bến Thành sẽ có bốn tầng hầm, riêng tại tầng hầm 1 sẽ có trung tâm thương mại diện tích 45.000 m² kéo dài ngầm sang đường Lê Lợi.

## Lịch sử

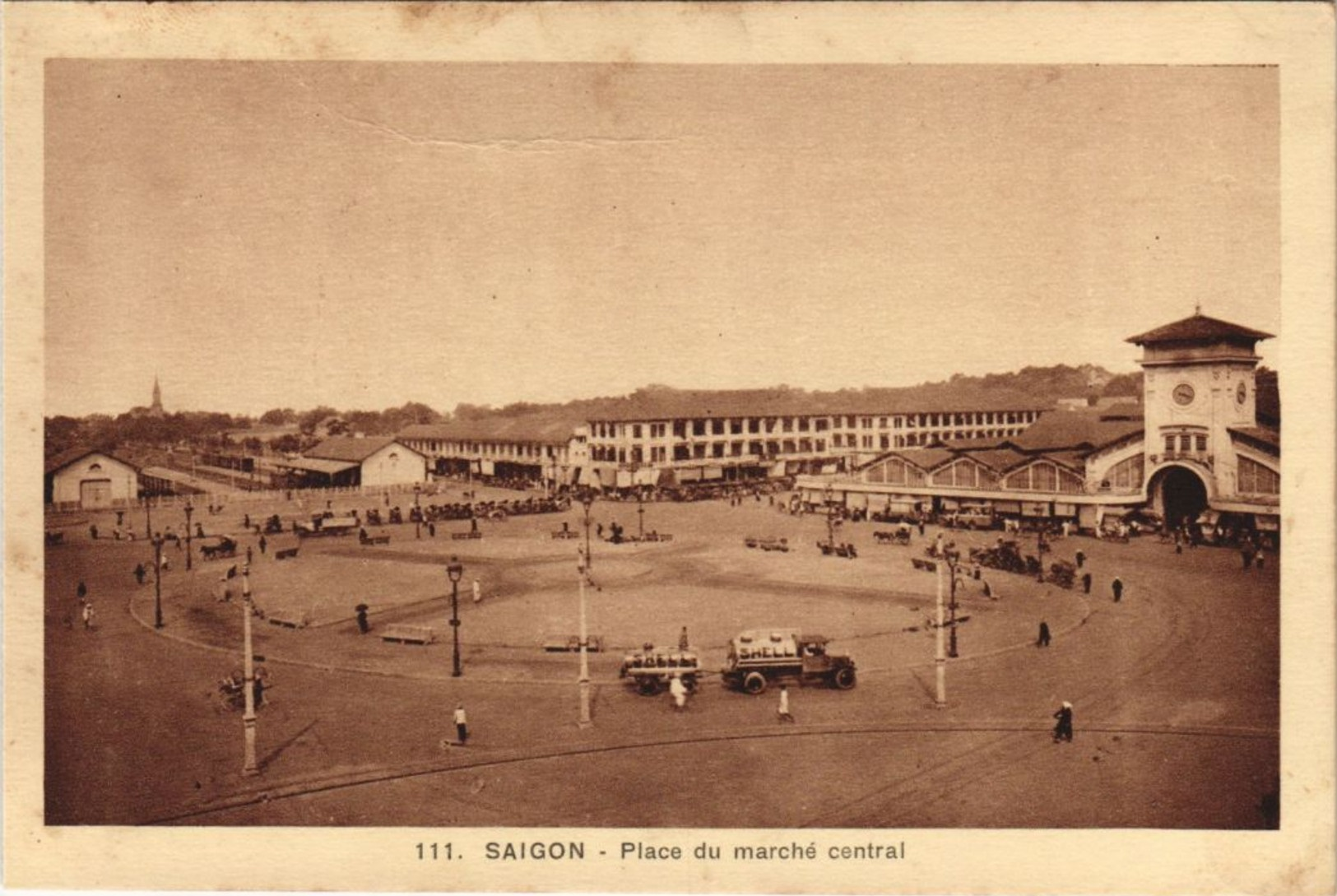
Công trường Eugène Cuniac thời thuộc địa

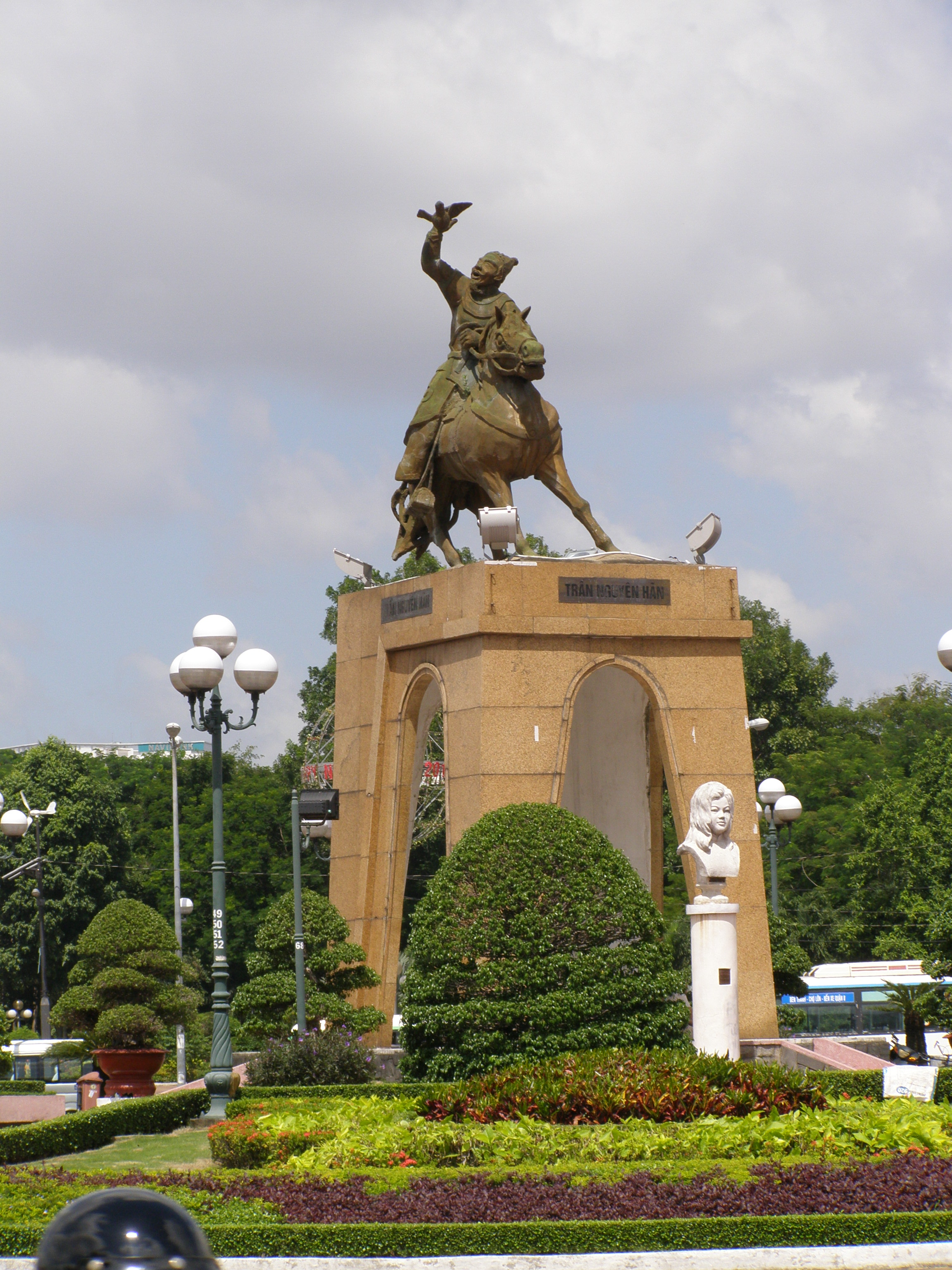
Hai tượng Trần Nguyên Hãn và Quách Thị Trang tại công trường vào năm 2012

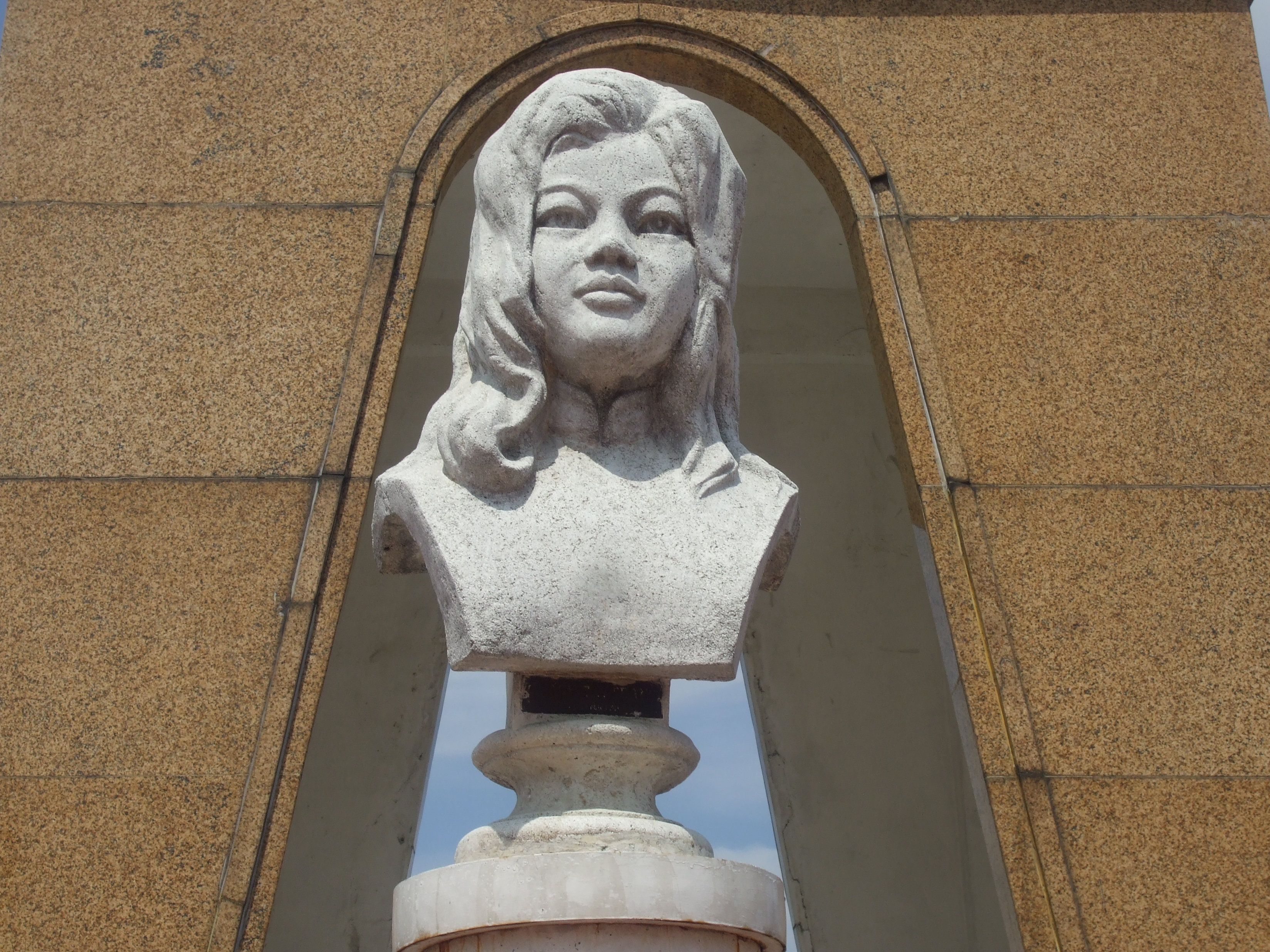
Cận cảnh tượng Quách Thị Trang

Lịch sử của công trường Quách Thị Trang gần như song hành với lịch sử chợ Bến Thành. Thời Pháp thuộc, khu đất công cộng mặt tiền chợ được gọi chính thức là Place d’Eugène Cuniac ("công trường Eugène Cuniac"), theo tên của thị trưởng thành phố Sài Gòn là François-Jean-Baptiste Cuniac (1851-1916). Một tên gọi thường được dân chúng sử dụng là Place Marché ("công trường Chợ").
Năm 1955, chính quyền quốc gia cho đổi tên địa điểm này thành công trường Diên Hồng. Ngày 25 tháng 8 năm 1963, trong cuộc biểu tình đòi tự do dân chủ, chống thiết quân luật tại công trường, nữ sinh Quách Thị Trang bị cảnh sát bắn chết. Tháng 8 năm 1964, một hội sinh viên đã quyên góp tiền để tạc và dựng tượng Quách Thị Trang, từ đó người dân Sài Gòn bắt đầu gọi khu vực này là công trường Quách Thị Trang (hay bùng binh Quách Thị Trang). Ít năm sau, hưởng ứng lời kêu gọi của Nguyễn Cao Kỳ rằng mỗi binh chủng Quân lực Việt Nam Cộng hòa dựng một bức tượng ở khu vực công cộng, Binh chủng Truyền tin Việt Nam Cộng hòa cho thiết kế tượng tướng quân Trần Nguyên Hãn cưỡi ngựa thả chim, bởi lực lượng này suy tôn Trần Nguyên Hãn là "thánh tổ".